# Světový den životního prostředí
Světový den životního prostředí je připomínkový den OSN pořádaný vždy 5. června. Organizace spojených národů jej pořádá pro zvýšení povědomí o ochraně životního prostředí. Oficiální anglický název je World Environment Day (zkratka WED). Poprvé byl pořádán v roce 1974, aby upozornil na vzrůstající problémy životního prostředí od znečišťování vod a globální změny klimatu po udržitelnou spotřebu nebo ilegální obchod se zvířaty. Každý rok jsou pořádány oslavy v předem určitém místě a je vždy určeno téma těchto oslav. 

## Historie
Návrh slavit Světový den životního prostředí přišel v roce 1972 v prvním dni Konference OSN o životním prostředí člověka jako výsledek diskuze o integraci lidských interakcí a životního prostředí. O dva roky později se v roce 1974 konal první Světový den životního prostředí s tématem „Pouze jedna Země“.
V roce 2017 byla hostujícím místem pro oslavy Kanada a tématem bylo Spojování lidí s přírodou – ve městech a na souši, z pólů po rovník.
Světový den životního prostředí v roce 2021 zahájil Dekádu OSN pro obnovu ekosystému (2021–2030).